# Polittico di San Bernardo
Il polittico di San Bernardo realizzato dall'albinese Giovan Battista Moroni,  è composto da sei tele e conosciuto anche come Madonna con il Bambin Gesù ed è conservato nella chiesa di San Bernardo di Roncola in Provincia di Bergamo.

## Storia
L'archivio parrocchiale della chiesa di San Bernardo della Roncola di Bergamo, conserva documenti che testimoniano che dal 1554 i sindaci della Congregazione del Corpo di Cristo desideravano commissionare un dipinto con i soldi ricevuti dai diversi lasciti testamentari, per ornare l'altare maggiore della chiesa. Già il 1 maggio 1560, la congregazione aveva ricevuto un lascito per la realizzazione di un'opera da Pedrino di Tomaso da Ligeri di Ca' Robais, 136 lire imperiali. Cifra non sufficiente, e dato che non vi furono altre offerte, i sindaci si appellarono alla Curia vescovile che intimò al prete il 15 settembre 1561, di saldare i debiti che la parrocchia aveva contratto.

Per la realizzazione dell'ancona fu firmato un contratto con lo scultore Alessandro Belli il 26 luglio 1561 nell'abitazione privata del vicario epistolare Gerolamo del Monte alla presenza di due testimoni: fra Aurelio Adosio da Martinengo priore del monastero domenicano di Santo Stefano e Bernardino della Sale arciprete della pieve di Seriate, con l'impegno della consegna entro il entro otto mesi, previa il pagamento di 100 scudi; l'ancona avrebbe dovuto esser completa dalle tele.
Fino al 1702 il polittico costituita la pala dell'altare maggiore, ma con il rifacimento del coro ligneo, venne diviso in due trittici, uno con una nuova cornice lignea mentre l'altro fu posto in una cornice di stucco. Il primo restauro si ebbe del 1836 a opera di Pietro Roncalli che però non ebbe un risultato soddisfacente, fu quindi invitato nel 1863 il pittore Giuseppe Rillosi, il quale si offrì a realizzarne una copia e trattenere due tele originali. Fortunatamente questa opzione venne rifiutata e le tele furono restaurate nel 1871 da Giuseppe Carnelli con il controllo di Pasino Locatelli e Giovanni Morelli.

Nel 1874 per soddisfare la richiesta pubblica fatta dal neonato Regno d'Italia di acquistare quadri che rappresentassero la storia dell'arte italiana, Gustavo Frizzoni, inserì le tele nel Doppio catalogo dei dipinti delle scuole classiche di proprietà pubblica e privata, con la citazione: 
(Giovanni Morelli 1874-Doppio catalogo dei dipinti delle scuole classiche di proprietà pubblica e privata)
Non fu per tutti chiaro che le sei tele erano state realizzate dal Moroni, in particolare la raffigurazione di Maria col Bambino era esclusa, considerata troppo differente, forse ardita nella plasticità del Bambino, dalle usuali raffigurazioni del pittore albinese. Davide Cugini nel 1939 scriverà: Questo quadro come abbiano detto, non è da ritenersi opera del Moroni, poiché in esso non si riscontra nessuno dei suoi caratteri stilistici, Lo sguardo incerto della Madona, la testa piuttosto grossa del Bambino, la sua posa alquanto ardita e insolita, l'espressione delle due figure completamente diverse, lo stesso sfondo del quadro ci hanno convinti che quest'opera è stata erroneamente attribuita al Moroni, ma sbagliava.
Nel 1960 le tele ritornarono a essere ricomposte in un polittico restaurato da Mauro Pelliccioli e poste in una cornice lignea disegnata da Luigi Angelini, venendo esposto nella mostra il medesimo anno. Nel 1979 Mina Gregori ne fece uno studio artistico e storico confermando l'attribuzione al Moroni con una datazione intorno al 1560-1562.

## Descrizione
Il polittico si compone in sei scomparti posti su due livelli: in quello inferiore vi sono raffigurati partendo da sinistra san Defendente (132x52), centrale san Bernardom (167x80), a cui è intitolato il polittico e la chiesa, e a sinistra san Rocco (132x52), la parte superiore sant'Andrea (95x52), la Madonna col Bambino (167x85), e san Giovanni Evangelista (95x52).
Mina Gregori ne fece una datazione intorno ai primi anni '60 del XVI secolo concomitanti con la realizzazione del Cavaliere in rosa, l'immagine di san Rocco è sono molto vicine nella forma e nella pittura intaccata da lacche che corrispondono sulle maniche del santo e sul vestito di seta del gentiluomo.
Il polittico è stato restaurato da Andrea Lutti che ha ridato all'opera i colori originali, rimuovendo non solo le polveri e lo sporco che il tempo aveva depositato, ma anche quel lembo di lenzuolo che era stato posto sul Bambino coprendolo dalle nudità.